# Lac McGillivray
Le lac McGillivray est un plan d'eau situé dans la municipalité de Sheenboro, à 40 km au nord-ouest de Fort-Coulonge, Pontiac, Québec, Canada.

## Géographie
Les eaux du lac sont retenus par le barrage McGillivray. Ce barrage de 6,05 m de hauteur et de 78 m de longueur retient 42 982 000 m3 d'eau. Il appartient à Waltham Énergie et sert à la production d'électricité,.

## Tourisme
La pourvoirie des Chalets du Lac McGillivray, qui comprend 11 chalets, est située à côté du lac.